# 파란띠
파란띠(Midnight Blue Belt)는 착용자가 일정 단 등급에 도달했음을 나타 내기 위해 일부 한국 무술에서 착용하는 띠이다. 이 띠는 한국 무술인 당수도와 수박도에서 가장 흔하게 볼 수 있으며, 더 일반적인 검은띠 대신에 자주 사용된다. 그 기원은 박도무덕관에서 단 보유자를 지칭하기 위해 사용했던 황기가 있다. 당수도에서 검은색은 더 이상 어두워지지 않는 색으로 간주되어 끝(죽음)을 의미하는 반면, 자정 파란색은 물의 요소와 같은 긍정성을 나타낸다.